# Mirza Khazar
Mirza Kerim oglu Mikayilov (em azeri: Mirzə Kərim oğlu Mikayılov), conhecido por Mirza Khazar (azeri: Mirzə Xəzər; Göyçay, 29 de Novembro de 1947), é um importante autor, analista político, apresentador, jornalista de rádio e editor azeri, tradutor da Bíblia para a língua azeri. É também conhecido por Mirza Michaeli. Mirza Khazar vive actualmente em Munique, na Alemanha.

## Vida precoce
Em Julho de 1973, Mirza Khazar concluiu a licenciatura na Faculdade de Direito da Universidade Estatal do Azerbaijão. De Agosto de 1973 a Janeiro de 1974, trabalhou como advogado em Sumgait. Em Junho de 1974, emigrou para Israel e frequentou cursos especiais para advogados da URSS na Universidade de Telavive. De Junho de 1975 a Janeiro de 1976, esteve ao serviço das Forças de Defesa Israelitas.

## Tradução da Bíblia

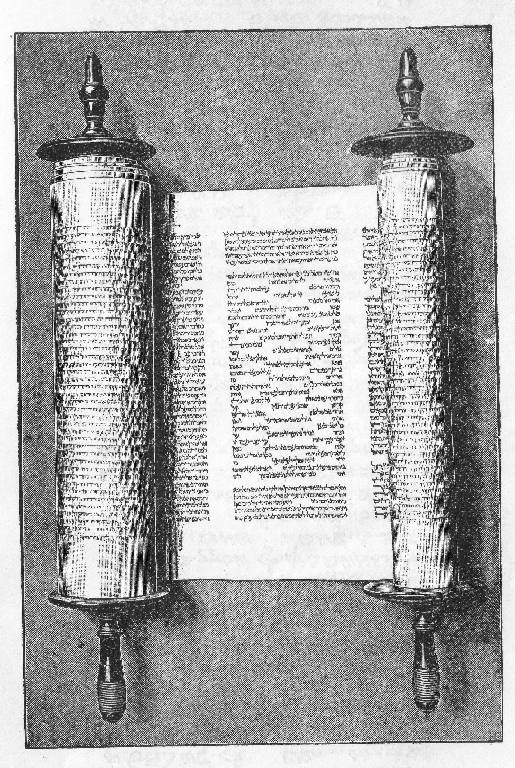
Rolo de Torá

A pedido do Institut für Bibelübersetzung de Estocolmo, Mirza Khazar traduziu a Bíblia – o
Novo Testamento e o Antigo Testamento – para a língua azeri. Mirza Khazar começou a tradução integral da Bíblia em 1975 e concluiu-a em 1984. Em 1982, o Instituto de Tradução da Bíblia de Estocolmo, na Suécia, lançou a tradução moderna do Novo Testamento em língua azeri utilizada no Azerbaijão. A primeira edição foi impressa em Zagrebe, na Croácia. A tradução do Novo Testamento por Mirza Khazar foi reimpressa cinco vezes nos anos seguintes. Concluiu a tradução do Antigo Testamento em 1984, mas esta ainda não foi impressa.[carece de fontes?]
Contextualização: A primeira tradução em Azeri realizada por Mirza Farrukh e Feliks Zaręnba foi o Evangelho segundo S. Mateus, publicada em 1842 em Londres pela Sociedade Missionário de Basileia. O Novo Testamento completo foi integralmente traduzido e publicado em 1878 em Londres e o Velho Testamento em 1891.[carece de fontes?]

## Obra
De Agosto de 1976 a Outubro de 1985, Mirza Khazar trabalhou como chefe de redacção executivo do Serviço Azeri Radio Free Europe/Radio Liberty em Munique, na Alemanha. Em Outubro de 1985, foi convidado para ir a Washington, D.C. como chefe de redacção do Serviço Azeri de Rádio Voice of America. Em Fevereiro de 1987, Mirza Khazar regressou a Munique para conduzir o Serviço Azeri Radio Free Europe/Radio Liberty, onde trabalhou até Setembro de 2003. Em Janeiro de 2004, fundou o jornal Voice of Mirza Khazar (Mirzə Xəzərin Səsi) em Bacu. Mirza Khazar dirige actualmente o jornal on-line The Voice of Mirza Khazar em três línguas: Azeri, Inglês e russo. De Setembro a Outubro de 2005, Mirza Khazar foi o apresentador da Azadlig TV (Freedom TV), a primeira estação de televisão independente a transmitir a partir de um país estrangeiro para o Azerbaijão. Em Dezembro de 2005, lançou um programa de rádio na Internet, The Voice of Mirza Khazar, onde se pode ouvir músicas pré-gravadas.

## Artigos
Os artigos de Mirza Khazar sobre a situação política e económica no Azerbaijão e nos antigos estados soviéticos foram publicados no Azerbaijão, na Turquia, na República Checa e noutros países. The Formation of the Popular Front in Azerbaijan (A Formação da Frente Popular no Azerbaijão) (28 de Dezembro de 1988) foi o seu primeiro documento de pesquisa sobre as tentativas de intelectuais e patriotas locais de lançar um novo movimento nacional democrático no Azerbaijão. A Frente Popular do Azerbaijão foi criada oficialmente em 1989. Em Agosto de 1989, foi publicado o artigo da sua autoria Birlik Society in the Azerbaijani Democratic Movement (A Sociedade Birlik no Movimento Democrático Azeri).

## 1990 Janeiro Negro
Durante o massacre do Janeiro Negro, os Soviéticos conseguiram suprimir todos os esforços para divulgar notícias do Azerbaijão à população local e à comunidade internacional. Na véspera da invasão militar soviética em Bacu, agentes de informações destruíram uma fonte de fornecimento de energia da TV e Rádio do Estado para impedir a população de aceder a qualquer fonte de informação. A TV e a Rádio foram silenciadas e a imprensa foi banida. Mas, Mirza Khazar e o seu pessoal da Radio Free Europe/Radio Liberty conseguiram transmitir notícias diárias de Bacu, sendo esta a única fonte de informação para o povo do Azerbaijão dentro e fora do país por vários dias. A liderança do Kremlin tentou a todo o custo evitar que a população de dentro e fora do Azerbaijão tivesse conhecimento da invasão militar, mas Mirza Khazar e o seu pessoal frustrou essa tentativa. Graças a Mirza Khazar e ao seu pessoal da Radio Liberty, o povo de dentro e fora do Azerbaijão, assim como a comunidade internacional, souberam da invasão soviética e tiveram a oportunidade de organizar acções de protesto. Chocado por este acontecimento “surpreendente”, o governo da URSS queixou-se oficialmente aos Estados Unidos sobre a cobertura dada pela Radio Liberty à invasão militar do Azerbaijão. As emissões de 20 de Janeiro de 1990, transformaram Mirza Khazar numa lenda entre o povo dentro e fora do Azerbaijão. Melahet Agacankizi, uma famosa poetisa e escritora azeri, descreveu o aparecimento de Mirza Khazar na rádio na altura da invasão militar soviética da seguinte forma: “A 20 de Janeiro, Mirza Khazar com a voz divina que Deus lhe deu, encheu de esperança o povo moribundo Azeri.” A sua voz distinta e o seu nome são conhecidos pelo povo dentro e fora do Azerbaijão.

## Prémios
O seu nome consta do livro “Os 100 Grandes Azerbaijanos”, criado pela importante investigadora e escritora azeri Alisa Nijat e publicado em Baku em 1999. Em 1990, a Frente Popular do Azerbaijão entregou a Mirza Khazar o prémio Mammed Amin Rasulzade pelo seu papel no movimento nacional democrático no Azerbaijão. Mammed Amin Rasulzade foi um dos fundadores da primeira República independente do Azerbeijão em 1918. Sabir Rustamkhanly, um importante escritor e político azeri, descreveu Mirza Khazar como “um símbolo da nossa luta nacional” na sua entrevista ao jornal Cumhuriyet em Setembro de 2003.[carece de fontes?]